# Nestor Subiat
Nestor Gabriel Subiat, mais conhecido como Nestor Subiat (Buenos Aires, 23 de abril de 1966), é um ex-futebolista suíço/argentino que atuava como atacante.
Nestor nunca jogou profissionalmente em seu país de nascimento, representando vários clubes da França e da Suíça durante a sua carreira, e aparecendo com a Seleção Suíça Copa do Mundo de 1994.

## Carreira
O filho de um ex-atacante argentino do Mulhouse, também chamado de Nestor, Subiat começou a sua carreira precisamente na França, como defensor, mas já mostrando habilidades para a posição, o que o levou a atuar mais a frente.
Depois de um empréstimo ao Strasbourg, Subiat jogou até 1992 em Mulhouse, marcando mais 25 gols em ambas as estações atuando na Ligue 2. Ele então se mudou para a Suíça para os seis anos seguintes, na grande maioria do tempo atuando pelo Lugano, Grasshopper (mesmo que ele só jogou regularmente em seu primeiro ano) e Basel, ganhando campeonatos nacionais com o segundo e o terceiro.
Em seus últimos quatro anos, Subiat apareceu com moderação a nível profissional em ambos os países, com o Saint-Étienne, Étoile Carouge e Lucerne, aposentando-se em 2002 com o time amador do SC Orange da França.

## Seleção nacional
Subiat escolheu atuar internacionalmente pela Seleção Suíça, tendo sua primeira aparição em 1994. Naquele ano, ele participou da Copa do Mundo, ao entrar como substituto em três jogos e não marcou nenhum gol.
No total, Subiat marcou seis vezes em 15 partidas pela Seleção, ao longo de um período de dois anos atuando na equipe.

## Títulos
Lugano
- Copa da Suíça – 1993

Grasshopper
- Swiss Super League – 1994-95, 1995–96

Saint-Etienne
- Ligue 2 – 1998-99